# Piazza Sant'Antonio (Aranjuez)
La piazza Sant'Antonio, anche nota come plazuela della Mariblanca, è uno spazio pubblico della città spagnola di Aranjuez, nella Comunità autonoma di Madrid.

## Descrizione
Si conosce anche come "della Mariblanca" dovuto all'insieme scultoreo noto come la fontana della Mariblanca (il cui nome reale è fontana di Venere) che decora l'estremo nord della piazza. Sulla piazza si affacciano la Casa di Cavalieri e mestieri, la chiesa di Sant'Antonio, la Casa de Infantes e il giardino di Isabella II.
Fino al 1752, la piazza aveva un'altra fontana chiamata la fontana del Re, opera di Giovanni Domenico Olivieri, con una statua del re Ferdinando rivolta verso il ponte, ma nel 1760 il re Carlo III, ordinò di eliminare la statua, e due anni dopo fece collocare l'odierna fontana di Venere, opera di Juan Reyna.